# 1599 Giomus
1599 Giomus је астероид главног астероидног појаса са пречником од приближно 39,54 .
Афел астероида је на удаљености од 3,577 астрономских јединица (АЈ) од Сунца, а перихел на 2,674 АЈ.
Ексцентрицитет орбите износи 0,144, инклинација (нагиб) орбите у односу на раван еклиптике 6,094 степени, а орбитални период износи 2019,111 дана (5,528 година).
Апсолутна магнитуда астероида је 11,00 а геометријски албедо 0,045.
Астероид је откривен 17. новембра 1950. године.